# Aleksandr Pomazun
Aleksandr Wasiljewicz Pomazun, ros. Александр Васильевич Помазун, ukr. Олександр Васильович Помазун, Ołeksandr Wasylowicz Pomazun (ur. 11 października 1971 w Charkowie, Ukraińska SRR) – rosyjski piłkarz pochodzenia ukraińskiego, grający na pozycji bramkarza, reprezentant Ukrainy, trener piłkarski. Zmienił obywatelstwo na rosyjskie.

## Kariera piłkarska

### Kariera klubowa
Jest wychowankiem Metalista Charków, w którym w 1990 rozpoczął karierę piłkarską. W 1993 przeszedł do Spartaka Moskwa, ale nie wytrzymał konkurencji ze strony Gintarasa Staučė i Dmytra Tiapuszkin, dlatego w 1994 przeniósł się do Bałtiki Kaliningrad. Kolejnymi klubami w karierze bramkarza były Torpedo-ZiL Moskwa, Saturn-REN TV Ramienskoje, Sokoł Saratów, Bałtika-Tarko Kaliningrad, Urał Jekaterynburg oraz Spartak-MŻK Riazań. Kiedy Spartak-MŻK został rozwiązany w 2007 został piłkarzem Wołgi Niżny Nowogród. W 2008 został zaproszony do FK Niżny Nowogród, w którym zakończył karierę piłkarską.

### Kariera reprezentacyjna
Wcześniej bronił barw młodzieżowej reprezentacji ZSRR.
27 czerwca 1992 debiutował w reprezentacji Ukrainy w meczu towarzyskim z USA, zremisowanym 0:0.

## Kariera trenerska
W 2009 rozpoczął karierę trenerską. Najpierw pracował jako trener-konsultant, a od 2010 pomagał trenować bramkarzy w klubie Bałtika Kaliningrad. W styczniu 2011 przeniósł się do klubu Pietrotriest Sankt Petersburg, gdzie pomagał trenować bramkarzy. W 2013 opuścił klub. Od 23 lipca 2014 do końca roku pracował z bramkarzami klubu Wołga Twer. W marcu 2015 został zaproszony do Arsienału Tuła, gdzie do 24 lutego 2016 trenował bramkarzy drużyny młodzieżowej klubu.

## Sukcesy i odznaczenia

### Sukcesy klubowe
- mistrz Rosji: 1993
- mistrz Rosyjskiej Pierwszej Dywizji: 1995, 2000

### Sukcesy reprezentacyjne
- brązowy medalista Mistrzostw Świata U-20: 1991

### Sukcesy indywidualne
- piłkarz roku na Ukrainie: 1992 (nr 3)
- wybrany do listy 33 najlepszych piłkarzy Rosji: 1996 (nr 3)
- członek Klubu 30 meczów na "0"

### Odznaczenia
- tytuł Mistrza Sportu ZSRR: 1990